# Јован Јовановић (правник)
Јован Јовановић (Лесковац, 2. фебруар 1905 — Лесковац, 17. децембар 1992) био је српски правник, публициста, демограф и антрополог.
Био је страствен истраживач родног краја, активан политичар, и покретач лесковачких „Недељних Новина“. Као публициста објављивао је велики број радова антрополошко-социолошког, етнографског, култоролошког, правног и историографског карактера. Као 'песник' села Лесковачког поморавља објавио је студије: Лесковачко Поречје, Пуста Река, Лесковачко Поље и Бабичка Гора и Доња Јабланица које представљају вредан допринос изучавања становништва, насеља, живота и рада народа овог краја, велико благо илустровано фотосима.

## Биографија
Јован Јовановић је рођен у Лесковцу у занатској породици абаџије Василија и Настасије. У школу је пошао 1912, похађао је Гимназију у Лесковцу и матурирао у Врању. Студирао је на Правном факултету у Београду где је дипломирао 1931, а судско-адвокатски испит је положио 1935. године. Као правник и адвокат је стекао репутацију радећи у Лесковцу, Приштини, Ужичкој Пожеги, Лебану и Власотинцу.
Рано се укључио у политички живот, још 1925, а као студент права 1929. приступа Земљорадничкој странци и постаје њен политички првак. Опредељује се за њено лево крило и на том пољу у периоду од 1929. до 1938. године активно учествује на општинским и парламентарним изборима. Један је од састављача чувене 'Лесковачке резолуције' против шестојануарске диктатуре краља Александра Карађорђевића због чега је хапшен и прогањан. Недељник лесковачки чији је био уредник остаће забележен у аналима лесковачке културе. Са својим сарадницима, колико је тад било могуће, није штедио ништа у јавном животу што није било за поштеду.
За време окупације био је стално праћен од стране полиције као „сумњиви“ интелектуалац. Да би избегао претње и хапшење крајем 1943. пријавио се за принудни рад у Немачкој. Интерниран је у Бечу и радио је у фабрици шећера и слада али само 6 месеци. Почетком 1944. године илегалним путем, теретним возом, враћа се у Лесковац. Осим супруге нико није знао да се вратио, и крио се у кући у посебном скровишту, до 6. септембра 1944. када је град бомбардован. Искористио је хаотично стање и као „рањеник“ умотан у велики бели чаршав изашао је из града и прикључио се партизанима Поречја.
Народна власт, за коју се борио, није му била наклоњена и као „морално политички неподобан“ дуго није добио одобрење за адвокатуру. Борба за тегобни живот и његови квалитети упућују га на професуру и од 15. августа 1949. године постаје професор права и политичке економије у Трговачкој академији у Лесковцу. Овоме је претходила тужба Среског јавног тужилаштва Јабланице 28. јула 1949. године које је покренуло процес против Јована Јовановића „Због увреде суда и правосуђа“ и у том процесу губи државну службу. Због овога морао је да напусти Трговачку академију и пређе у Приштину где се бави адвокатуром али не за дуго. По повратку у Лесковац због писања сељацима молбе за напуштање сељачке радне задруге 4. фебруара 1952. године осуђен је на казну затвора у трајању од седам месеци за „дело надриписарства“.